# Karlstads Stift
Karlstads stift er et stift i Svenska kyrkan i Sverige med Karlstad som biskopsæde.
Karlstads Stift omfatter dele af det gamle landskap Värmland bortset fra Södra Råda församling, dels landskapet Dalsland bortset fra Valbo-Ryrs församling. Karlskoga kommune i Örebro län i landskapet Värmland indgår altså i stiftet. Desuden indgår i stiftet Nysunds församling i Närke i Degerfors kommune, som ligger syd for Karlskoga. Det øvrige Närke hører til Strängnäs Stift.
Stiftet dannedes i 1646, da man flyttede den i 1580 oprettede superintendentur i Mariestad til Karlstad. I 1772 fik Karlstads Stift sin første biskop (i stedet for superintendent).
I 1693 fik stiftet stort set sit nuværende område, da det nordlige Bohuslän efter en kort periode i stiftet (efter at lenet var blevet svensk i 1658) blev overført til Göteborgs Stift.
Siden er der kun sket mindre forandringer. Den 1. januar 1968 blev Valbo Ryrs församling overført til Foss pastorat i Göteborgs Stift, og den 1. januar 1974 blev Södra Råda församling optaget i Amnehärads pastorat i Skara Stift.
Biskop siden 2002 er Esbjörn Hagberg.